# Provins (quận)
Quận Provins là một quận của Pháp, located in 
the Seine-et-Marne, ở vùng Île-de-France. Quận này có 9 tổng và 165 xã.

## Đơn vị hành chính

### Tổng
Các tổng của quận Provins là: 
1. Bray-sur-Seine
2. Donnemarie-Dontilly
3. La Ferté-Gaucher
4. Montereau-Fault-Yonne
5. Nangis
6. Provins
7. Rebais
8. Rozay-en-Brie
9. Villiers-Saint-Georges

### Xã
Các xã của quận Provins, và mã INSEE là: 
| 1. Amillis (77002)                    | 2. Augers-en-Brie (77012)             | 3. Baby (77015)                       |
| 4. Balloy (77019)                     | 5. Bannost-Villegagnon (77020)        | 6. Barbey (77021)                     |
| 7. Bazoches-lès-Bray (77025)          | 8. Beauchery-Saint-Martin (77026)     | 9. Bellot (77030)                     |
| 10. Bernay-Vilbert (77031)            | 11. Beton-Bazoches (77032)            | 12. Bezalles (77033)                  |
| 13. Boisdon (77036)                   | 14. Boitron (77043)                   | 15. Bray-sur-Seine (77051)            |
| 16. Cannes-Écluse (77061)             | 17. Cerneux (77066)                   | 18. Cessoy-en-Montois (77068)         |
| 19. Chalautre-la-Grande (77072)       | 20. Chalautre-la-Petite (77073)       | 21. Chalmaison (77076)                |
| 22. Champcenest (77080)               | 23. Chartronges (77097)               | 24. Châteaubleau (77098)              |
| 25. Châtenay-sur-Seine (77101)        | 26. Chauffry (77106)                  | 27. Chenoise (77109)                  |
| 28. Chevru (77113)                    | 29. Choisy-en-Brie (77116)            | 30. Courcelles-en-Bassée (77133)      |
| 31. Courchamp (77134)                 | 32. Courpalay (77135)                 | 33. Courtacon (77137)                 |
| 34. Coutençon (77140)                 | 35. Crèvecœur-en-Brie (77144)         | 36. Cucharmoy (77149)                 |
| 37. Dagny (77151)                     | 38. Dammartin-sur-Tigeaux (77154)     | 39. Donnemarie-Dontilly (77159)       |
| 40. Doue (77162)                      | 41. Égligny (77167)                   | 42. Esmans (77172)                    |
| 43. Everly (77174)                    | 44. Fontaine-Fourches (77187)         | 45. Fontains (77190)                  |
| 46. Fontenay-Trésigny (77192)         | 47. Forges (77194)                    | 48. Frétoy (77197)                    |
| 49. Gastins (77201)                   | 50. Gouaix (77208)                    | 51. Gravon (77212)                    |
| 52. Grisy-sur-Seine (77218)           | 53. Gurcy-le-Châtel (77223)           | 54. Hautefeuille (77224)              |
| 55. Hermé (77227)                     | 56. Hondevilliers (77228)             | 57. Jaulnes (77236)                   |
| 58. Jouy-le-Châtel (77239)            | 59. Jouy-sur-Morin (77240)            | 60. Jutigny (77242)                   |
| 61. La Brosse-Montceaux (77054)       | 62. La Chapelle-Iger (77087)          | 63. La Chapelle-Moutils (77093)       |
| 64. La Chapelle-Rablais (77089)       | 65. La Chapelle-Saint-Sulpice (77090) | 66. La Croix-en-Brie (77147)          |
| 67. La Ferté-Gaucher (77182)          | 68. La Grande-Paroisse (77210)        | 69. La Houssaye-en-Brie (77229)       |
| 70. La Tombe (77467)                  | 71. La Trétoire (77472)               | 72. Laval-en-Brie (77245)             |
| 73. Le Plessis-Feu-Aussoux (77365)    | 74. Léchelle (77246)                  | 75. Les Chapelles-Bourbon (77091)     |
| 76. Les Marêts (77275)                | 77. Les Ormes-sur-Voulzie (77347)     | 78. Lescherolles (77247)              |
| 79. Leudon-en-Brie (77250)            | 80. Lizines (77256)                   | 81. Longueville (77260)               |
| 82. Louan-Villegruis-Fontaine (77262) | 83. Luisetaines (77263)               | 84. Lumigny-Nesles-Ormeaux (77264)    |
| 85. Maison-Rouge (77272)              | 86. Marles-en-Brie (77277)            | 87. Marolles-en-Brie (77278)          |
| 88. Marolles-sur-Seine (77279)        | 89. Meigneux (77286)                  | 90. Meilleray (77287)                 |
| 91. Melz-sur-Seine (77289)            | 92. Misy-sur-Yonne (77293)            | 93. Mons-en-Montois (77298)           |
| 94. Montceaux-lès-Provins (77301)     | 95. Montdauphin (77303)               | 96. Montenils (77304)                 |
| 97. Montereau-Fault-Yonne (77305)     | 98. Montigny-le-Guesdier (77310)      | 99. Montigny-Lencoup (77311)          |
| 100. Montolivet (77314)               | 101. Mortcerf (77318)                 | 102. Mortery (77319)                  |
| 103. Mousseaux-lès-Bray (77321)       | 104. Mouy-sur-Seine (77325)           | 105. Nangis (77327)                   |
| 106. Neufmoutiers-en-Brie (77336)     | 107. Noyen-sur-Seine (77341)          | 108. Orly-sur-Morin (77345)           |
| 109. Paroy (77355)                    | 110. Passy-sur-Seine (77356)          | 111. Pécy (77357)                     |
| 112. Pézarches (77360)                | 113. Poigny (77368)                   | 114. Provins (77379)                  |
| 115. Rampillon (77383)                | 116. Rebais (77385)                   | 117. Rouilly (77391)                  |
| 118. Rozay-en-Brie (77393)            | 119. Rupéreux (77396)                 | 120. Sablonnières (77398)             |
| 121. Saint-Barthélemy (77402)         | 122. Saint-Brice (77403)              | 123. Saint-Cyr-sur-Morin (77405)      |
| 124. Saint-Denis-lès-Rebais (77406)   | 125. Sainte-Colombe (77404)           | 126. Saint-Germain-Laval (77409)      |
| 127. Saint-Germain-sous-Doue (77411)  | 128. Saint-Hilliers (77414)           | 129. Saint-Just-en-Brie (77416)       |
| 130. Saint-Léger (77417)              | 131. Saint-Loup-de-Naud (77418)       | 132. Saint-Mars-Vieux-Maisons (77421) |
| 133. Saint-Martin-des-Champs (77423)  | 134. Saint-Martin-du-Boschet (77424)  | 135. Saint-Ouen-sur-Morin (77429)     |
| 136. Saint-Rémy-la-Vanne (77432)      | 137. Saint-Sauveur-lès-Bray (77434)   | 138. Saint-Siméon (77436)             |
| 139. Salins (77439)                   | 140. Sancy-lès-Provins (77444)        | 141. Savins (77446)                   |
| 142. Sigy (77452)                     | 143. Sognolles-en-Montois (77454)     | 144. Soisy-Bouy (77456)               |
| 145. Sourdun (77459)                  | 146. Thénisy (77461)                  | 147. Tigeaux (77466)                  |
| 148. Touquin (77469)                  | 149. Vanvillé (77481)                 | 150. Varennes-sur-Seine (77482)       |
| 151. Vaudoy-en-Brie (77486)           | 152. Verdelot (77492)                 | 153. Vieux-Champagne (77496)          |
| 154. Villenauxe-la-Petite (77507)     | 155. Villeneuve-le-Comte (77508)      | 156. Villeneuve-les-Bordes (77509)    |
| 157. Villeneuve-Saint-Denis (77510)   | 158. Villeneuve-sur-Bellot (77512)    | 159. Villiers-Saint-Georges (77519)   |
| 160. Villiers-sur-Seine (77522)       | 161. Villuis (77523)                  | 162. Vimpelles (77524)                |
| 163. Voinsles (77527)                 | 164. Voulton (77530)                  | 165. Vulaines-lès-Provins (77532)     |